# Pedro Liñán de Riaza
Pedro Liñán de Riaza, född okänt datum i Calatayud (Zaragoza) eller Toledo, död 7 juli 1607, var en spansk skald under 1500-talet.
Han studerade i Salamanca 1582-84, sattes av sin samtid i jämnhöjd med Cervantes, men glömdes senare bort. Av hans arbeten är några sonetter intagna i Pedro de Espinosas Flores de poetas ilustres. Nyare forskare har uppställt hypotesen att Riaza skulle vara synonym med Avellaneda, den pseudonyme författaren till andra delen av Don Quijote.